# Tersluis (Noord-Holland)
Tersluis is een buurtschap in de gemeente Drechterland, in de Nederlandse provincie Noord-Holland. Voor 1 januari 2006 behoorde de buurtschap bij de gemeente Venhuizen.
Tersluis is gelegen aan het Markermeer en vroeger aan de Zuiderzee. Het vormde voorheen de haven van  Hem. Anno 2025 is maar weinig van de haven nog te zien. Bij Tersluis vindt men nog wel buitendijks gelegen grond.
Tersluis valt formeel onder het dorp Venhuizen.

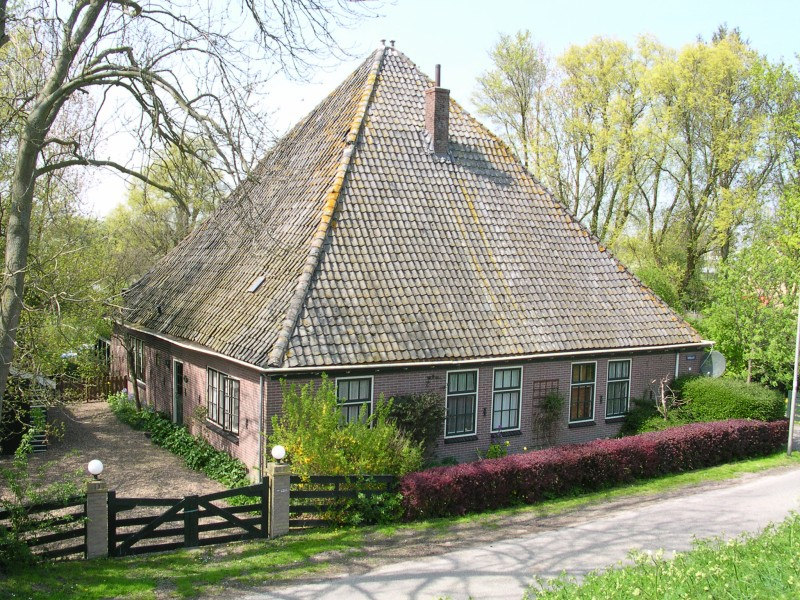
Stolpboerderij gezien vanaf de dijk
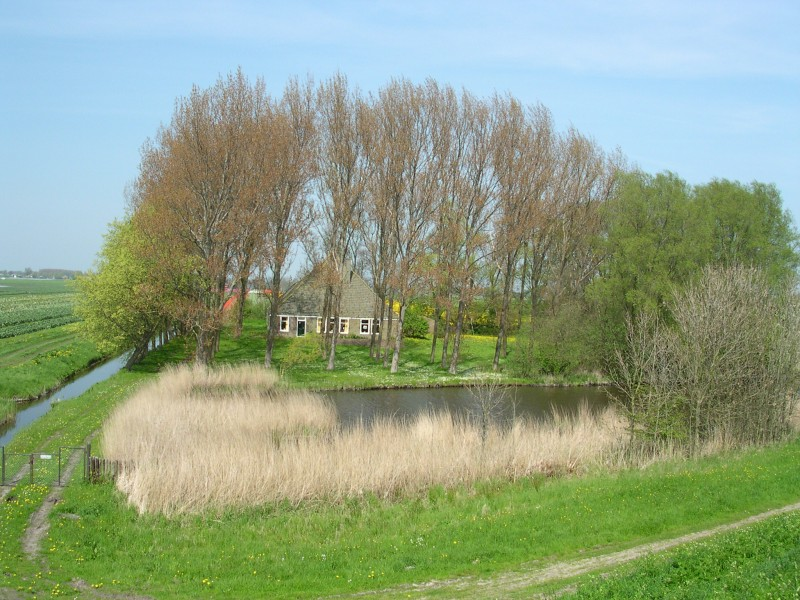
Stolpboerderij in het veld gezien vanaf de dijk

Dorpen: Hem · Hoogkarspel · Oosterblokker · Oosterleek · Schellinkhout · Venhuizen · Westwoud · Wijdenes

Buurtschappen: Binnenwijzend · Blokdijk · De Bangert (deels) · De Buurt · De Hout · De Weed · Kraaienburg · Leekerweg · Munnickaij (deels) · Oostergouw · Oosterwijzend · Oudijk · Tersluis · Westerbuurt · Westerwijzend · Wijmers · Zittend
Noord-Holland: Steden en dorpen      Nederland: Provincies · Gemeenten